# Birem
Birem is een bestuurslaag in het regentschap Sampang van de provincie Oost-Java, Indonesië. Birem telt 6749 inwoners (volkstelling 2010).